# Église Saint-Maurice d'Annecy
Pour les articles homonymes, voir Église Saint-Maurice.
L'église Saint-Maurice, anciennement église Saint-Dominique, est une église catholique située à Annecy, en France.

## Localisation
L'église est située dans le département français de la Haute-Savoie, sur la commune d'Annecy. Elle se trouve dans la vieille ville, en face de l'hôtel de ville.

## Historique
Cette église est l'ancienne chapelle d'un couvent dominicain, la construction est engagée le 22 mars 1422. Sa construction est voulue par le cardinal de Brogny. L'église se trouve alors « en bordure des murs de la ville, le long d'un petit canal qui unit le Thiou au Vassé ».
L'édifice est consacré le 14 septembre 1445, même s'il n'est pas entièrement terminé. Il est placé sous le vocable de saint Dominique. Toutefois, son nom change à la suite de la destruction de l'ancienne église dédiée à saint Maurice, qui était située à côté du château. Saint-Maurice (Maurice d'Agaune) étant le saint patron protecteur de la Savoie. Les voutes sont édifiées en 1491.
Durant la Révolution française, elle a été pillée, est devenue un marché aux grains, puis une écurie.
Elle a été rendue au culte le 24 août 1803 à l'occasion du Concordat et a pris alors le vocable de saint Maurice. Le clocher a été reconstruit en 1822.
Elle a été restaurée en 2014-2015.

## Description
L'édifice est de style flamboyant savoyard (variété de gothique tardif typique des Alpes). Raymond Oursel dit qu'il est « sans la moindre recherche d'élégance, faute de ressources ». On ne connaît pas l'architecte.
À l'intérieur, la chapelle Notre-Dame-de-Pitié-et-Saint-Michel accueille les sépultures du comte apanagiste Janus de Savoie et de sa femme, Hélène de Luxembourg. Cette chapelle a été édifiée à la demande du comte le 23 mai 1478.

### Les peintures murales
- Peinture funéraire du tombeau de Philibert de Monthoux.
- L'Assomption de Marie, représentant l'ascension corporelle de la Vierge avec au niveau du sol le bienheureux Pierre de Luxembourg et l'apôtre Thomas. Sur fond rouge vermillon, la Vierge aux mains jointes monte au ciel portée par quatre anges. Saint Thomas regarde Marie et porte la "Sainte Ceinture", référence à une légende moyenâgeuse. Le cardinal Pierre de Luxembourg fait figure de donateur en référence aux commanditaires, la famille de Luxembourg.

### L'orgue
L'orgue de l'église Saint-Maurice a été construit par la manufacture Merklin-Schütze en 1869. Il a été profondément modifié en 1966 par le facteur Athanase Dunand (changements de jeux, nouvelle de console, ajout d'un positif de dos).

### Les cloches
Quatre cloches se partagent le clocher. La plus grande date de 1561. Elle a été fondue par François Sermond, fondeur officiel de la ville de Berne en Suisse. La seconde cloche a été fondue par Claude Paccard en 1826. La troisième est une des rares cloches en acier de la région. Elle a été fondue à Unieux par Holtzer. Une petite cloche non utilisée est aussi installée. Sa taille est bien trop modeste pour rivaliser avec le "bourdon" devisé à un peu moins de deux tonnes.

## Galerie

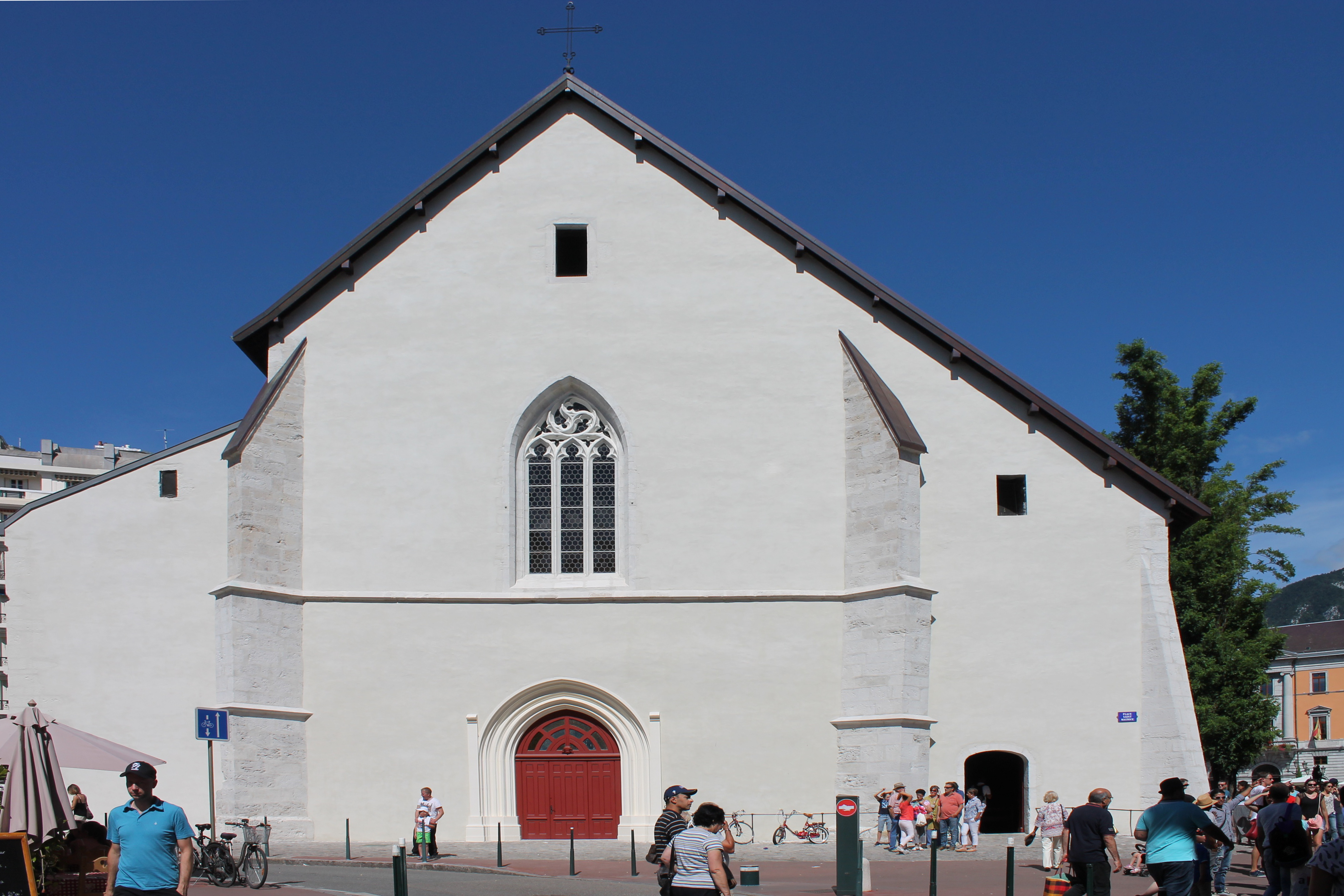
Façade de l'église.
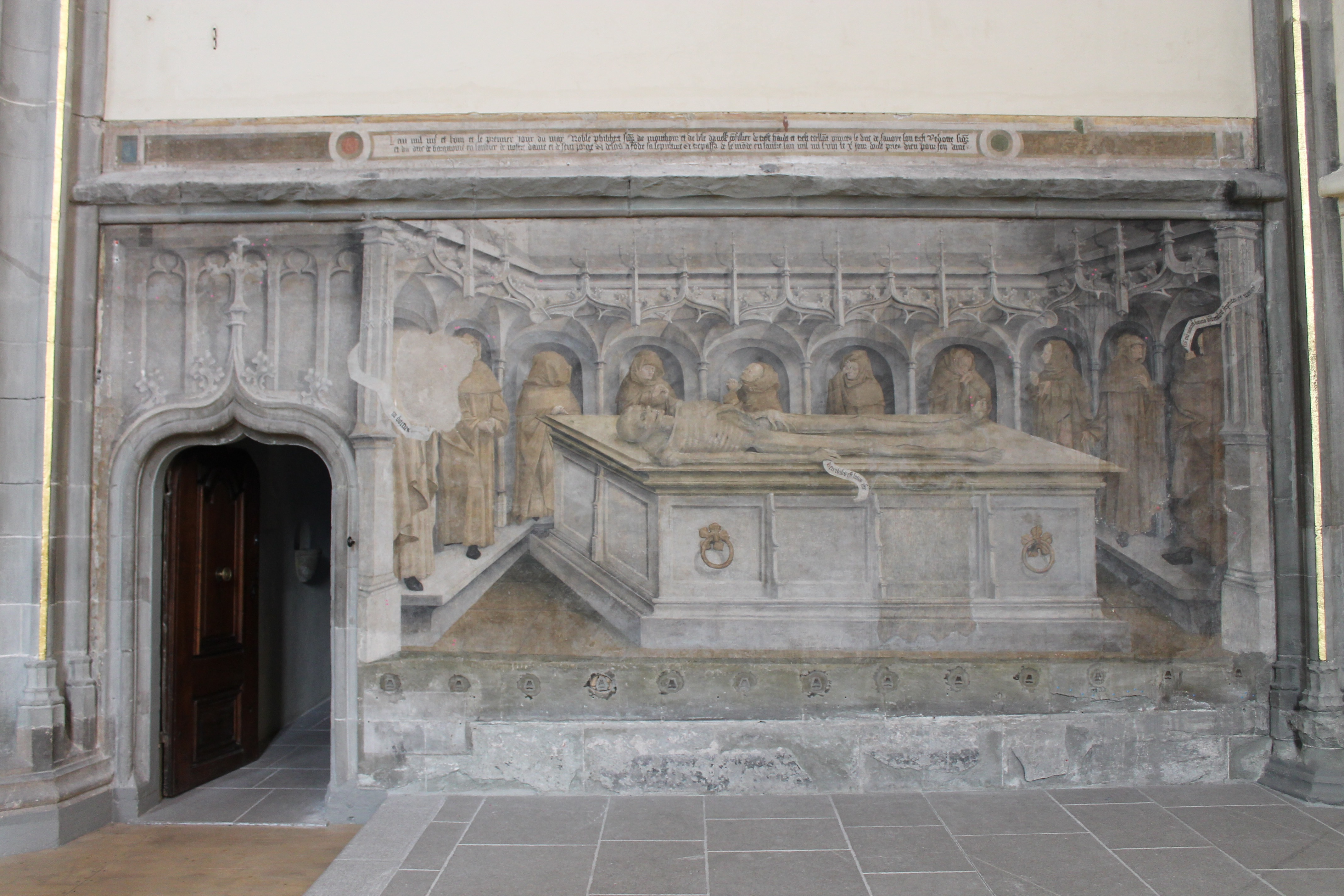
Peinture funéraire (milieu XVe siècle) du tombeau de Philibert de Monthoux, conseiller des ducs de Savoie et de Bourgogne.
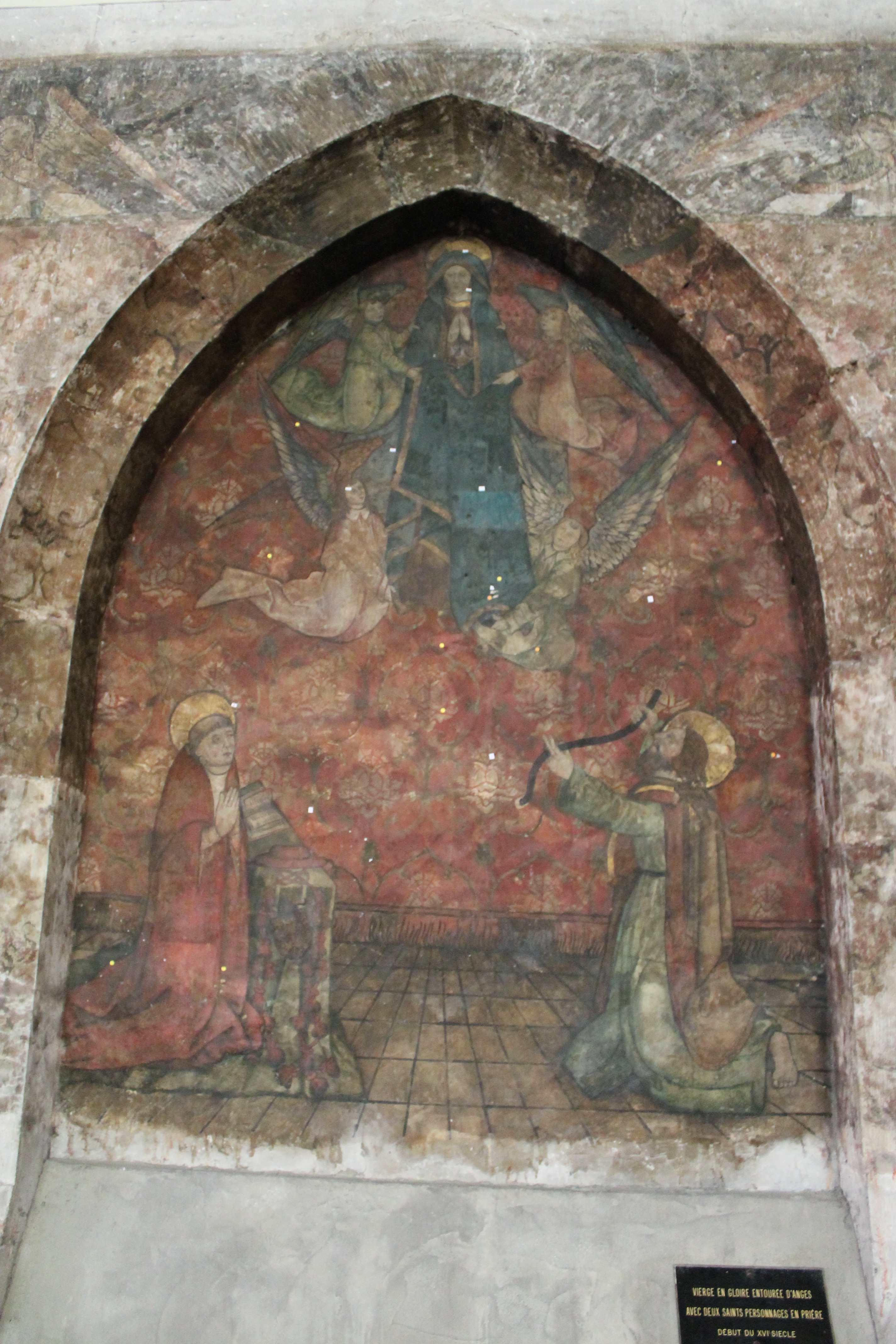
Peinture représentant "Vierge en gloire entourée d'anges avec deux saints personnages en prière" (Début du XVIe siècle).
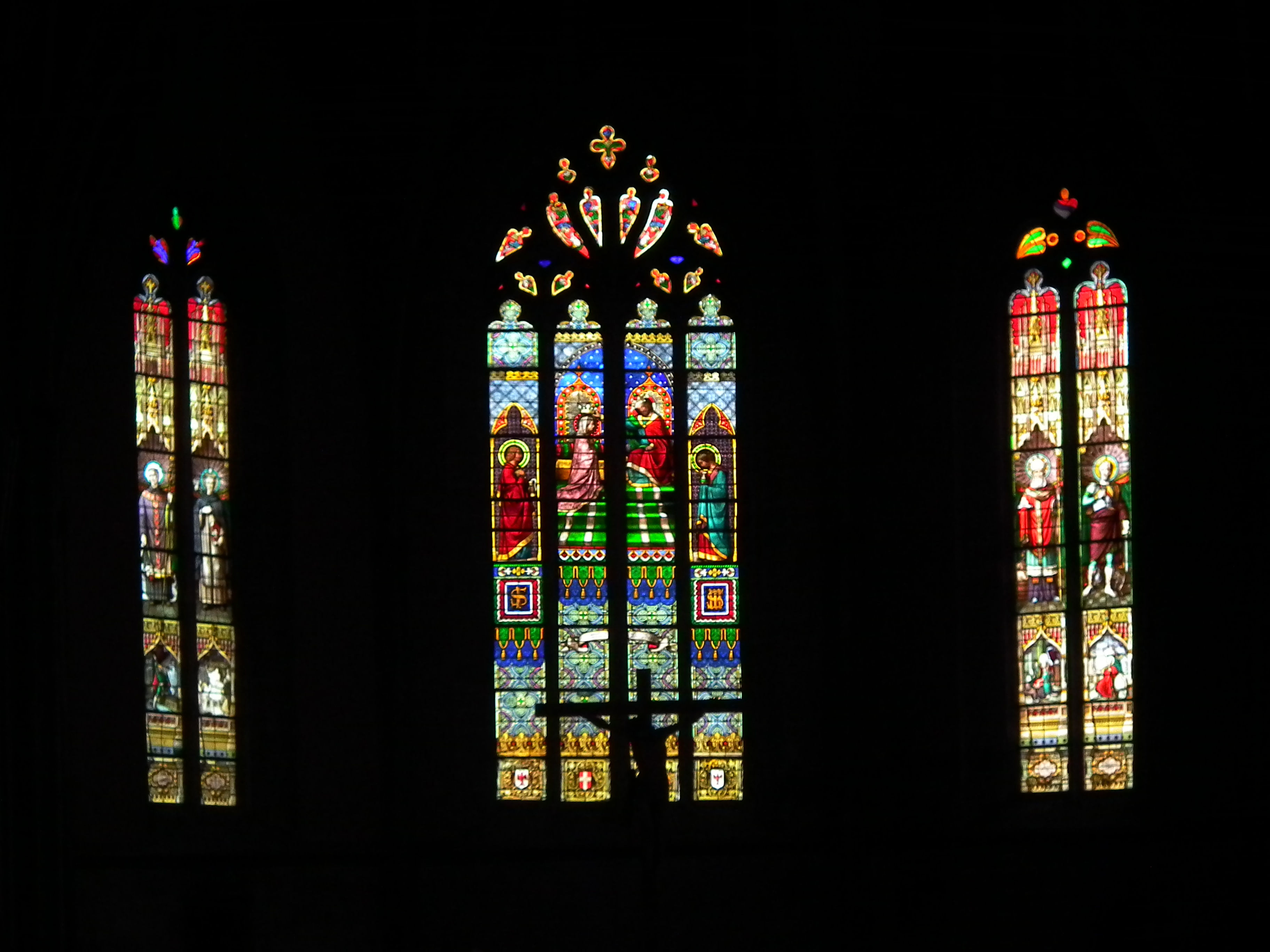
Vitraux du chœur.
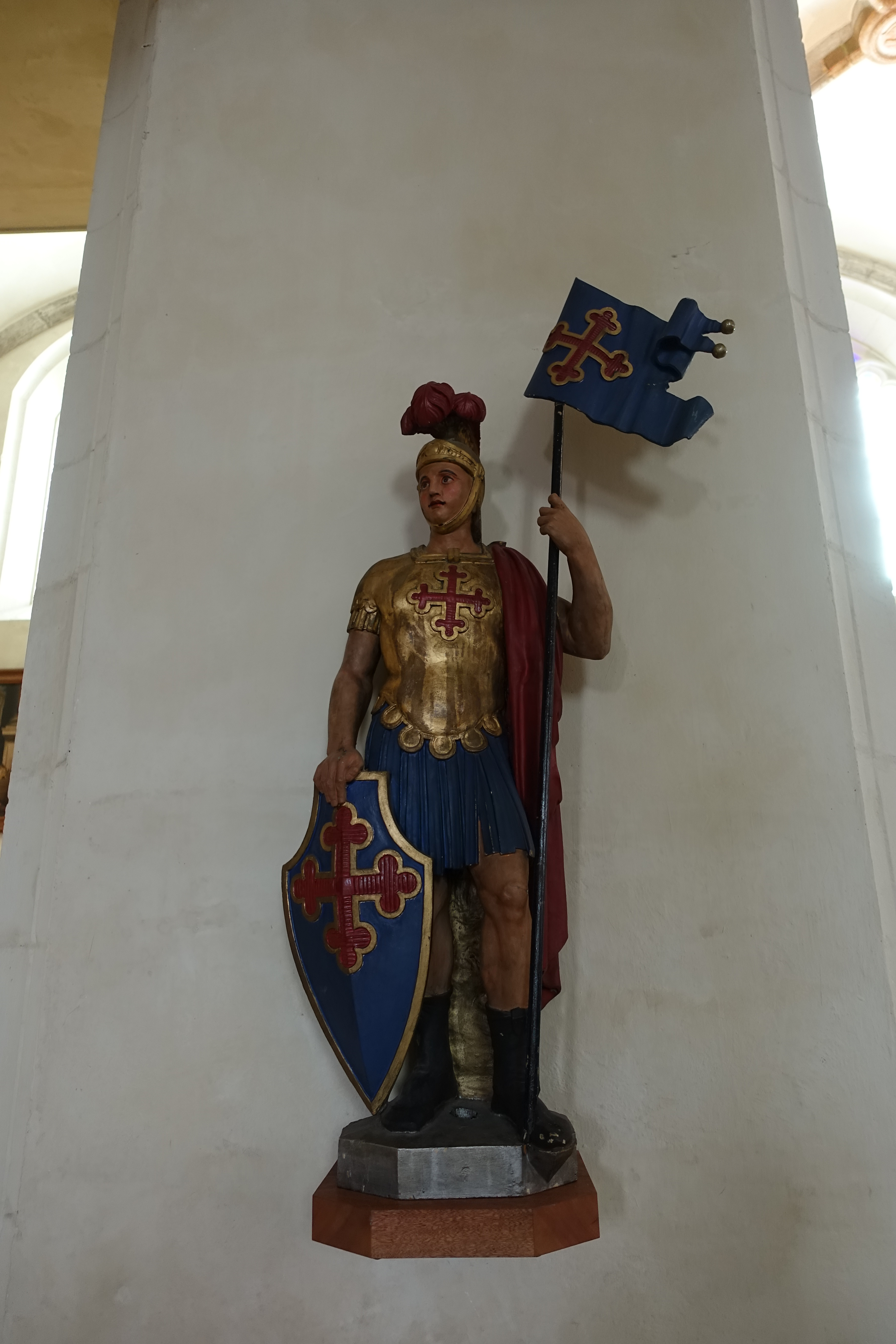
Statue de saint Maurice.
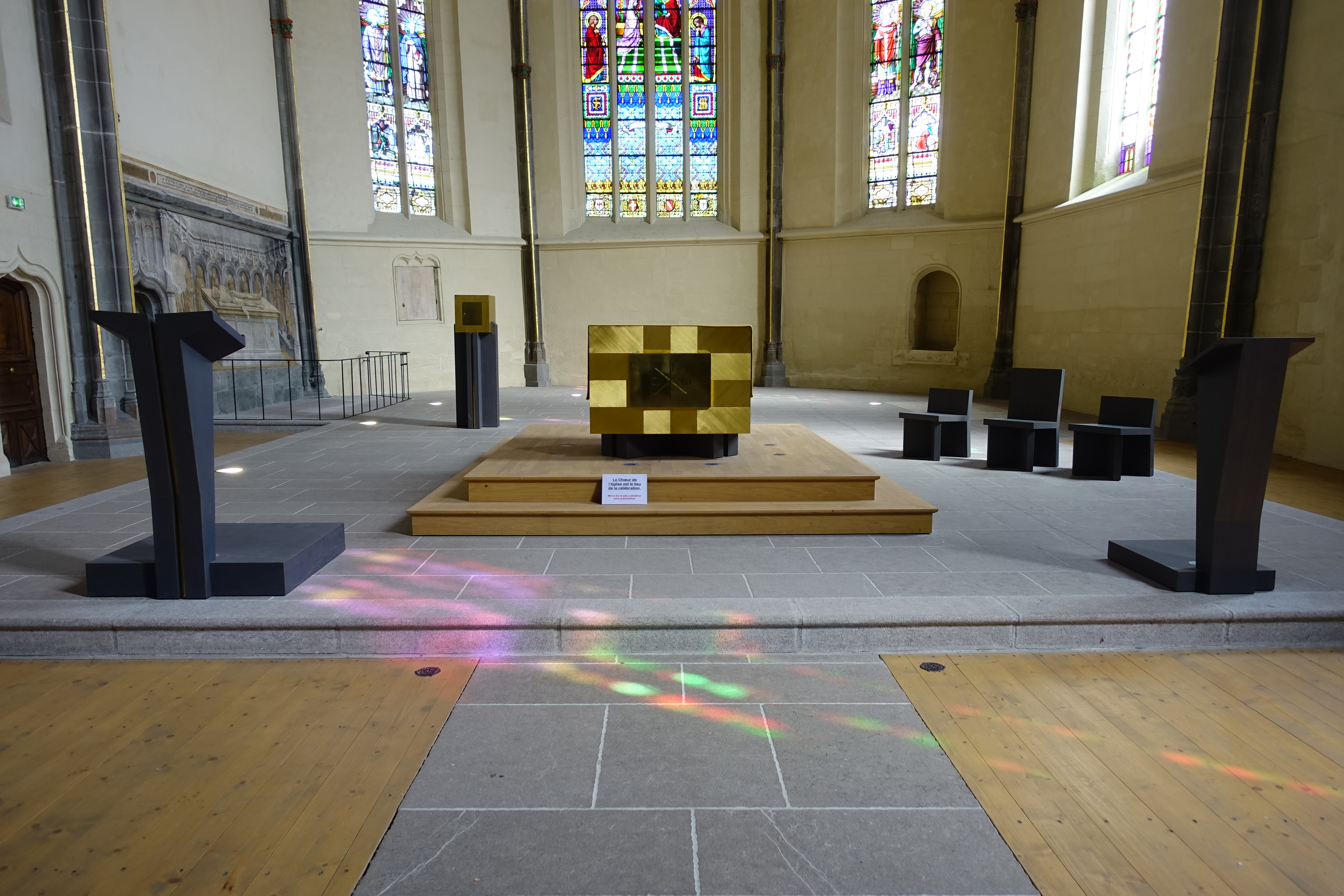
Autel.
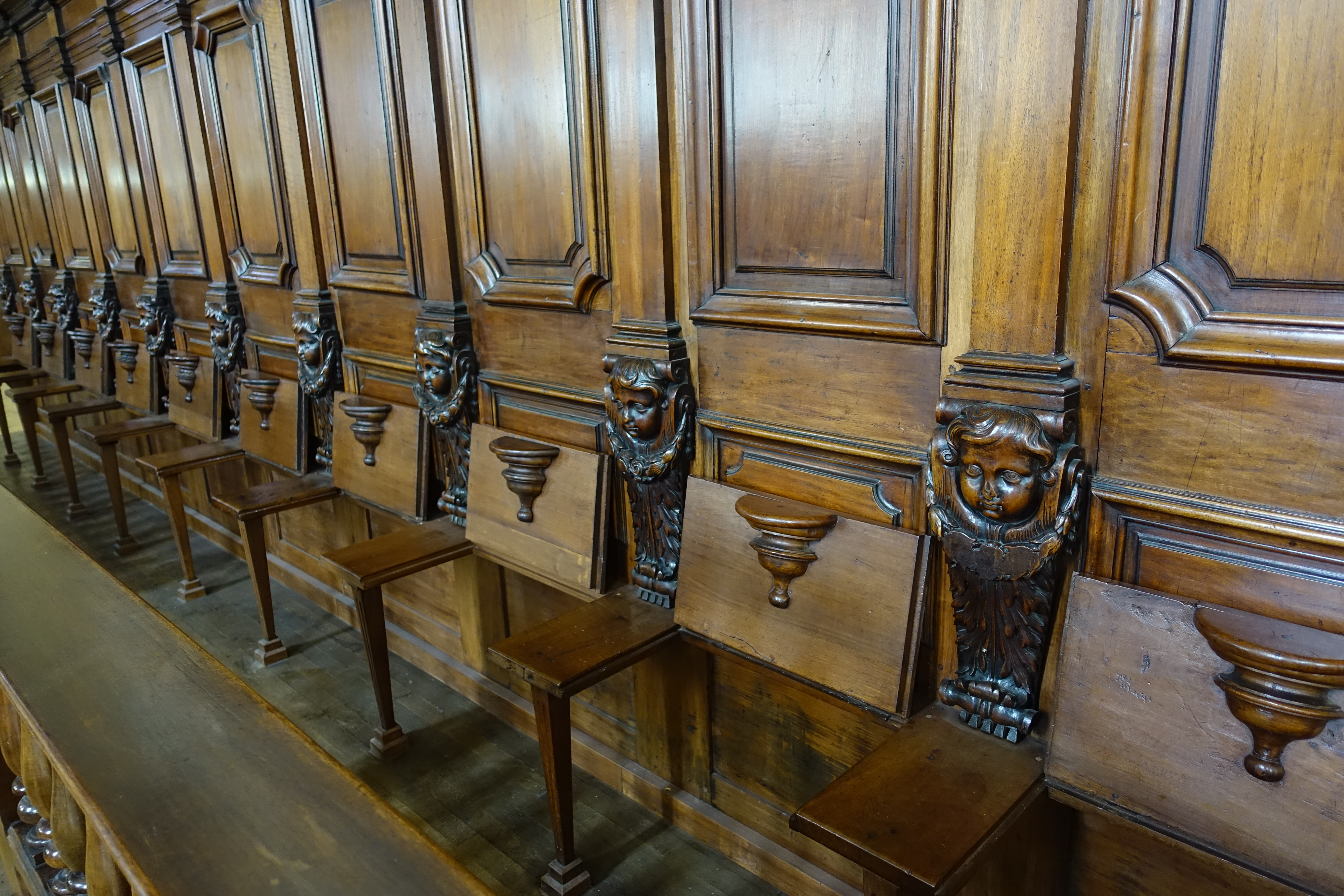
Stalles du chœur.
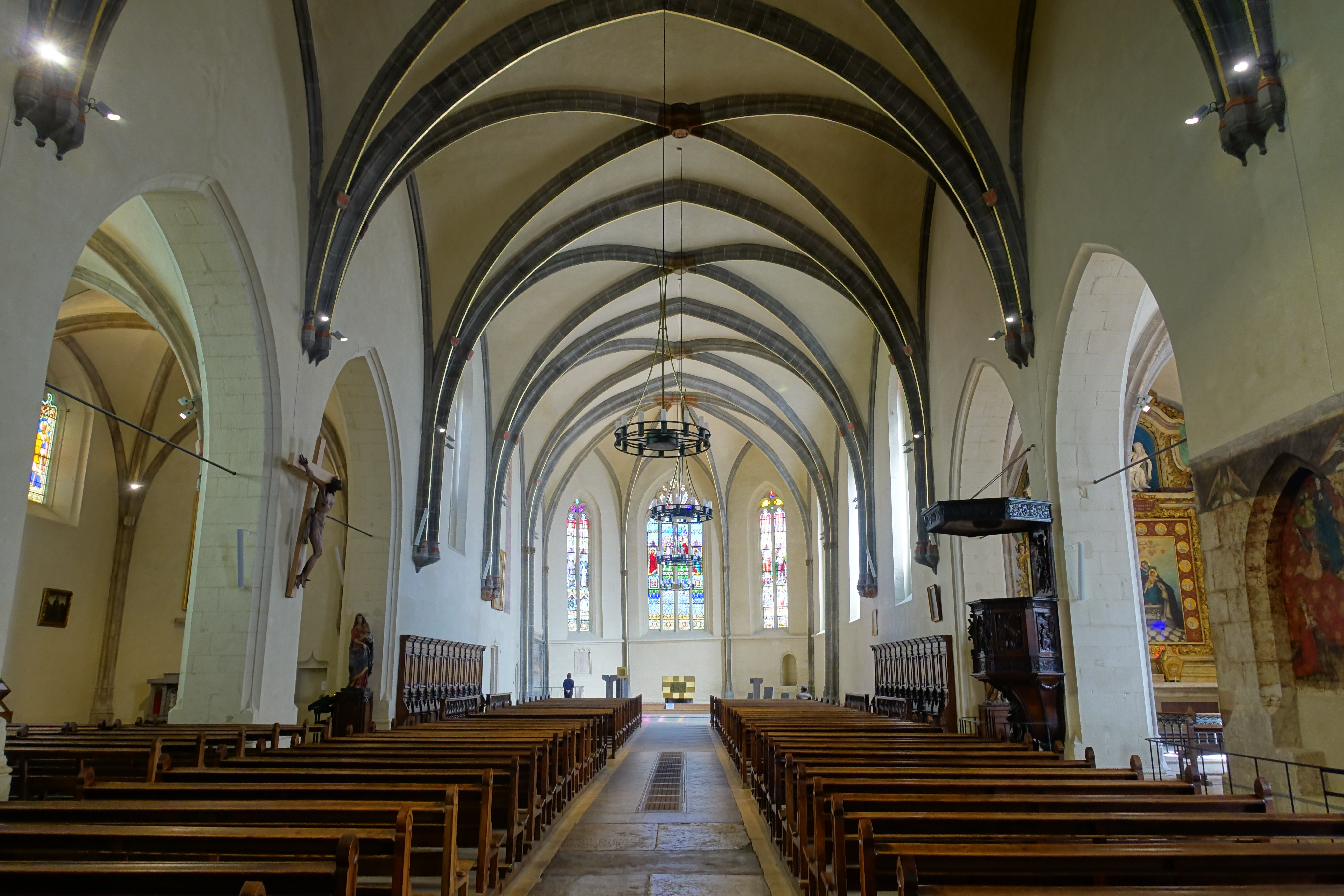
Intérieur - Vue vers l'autel.
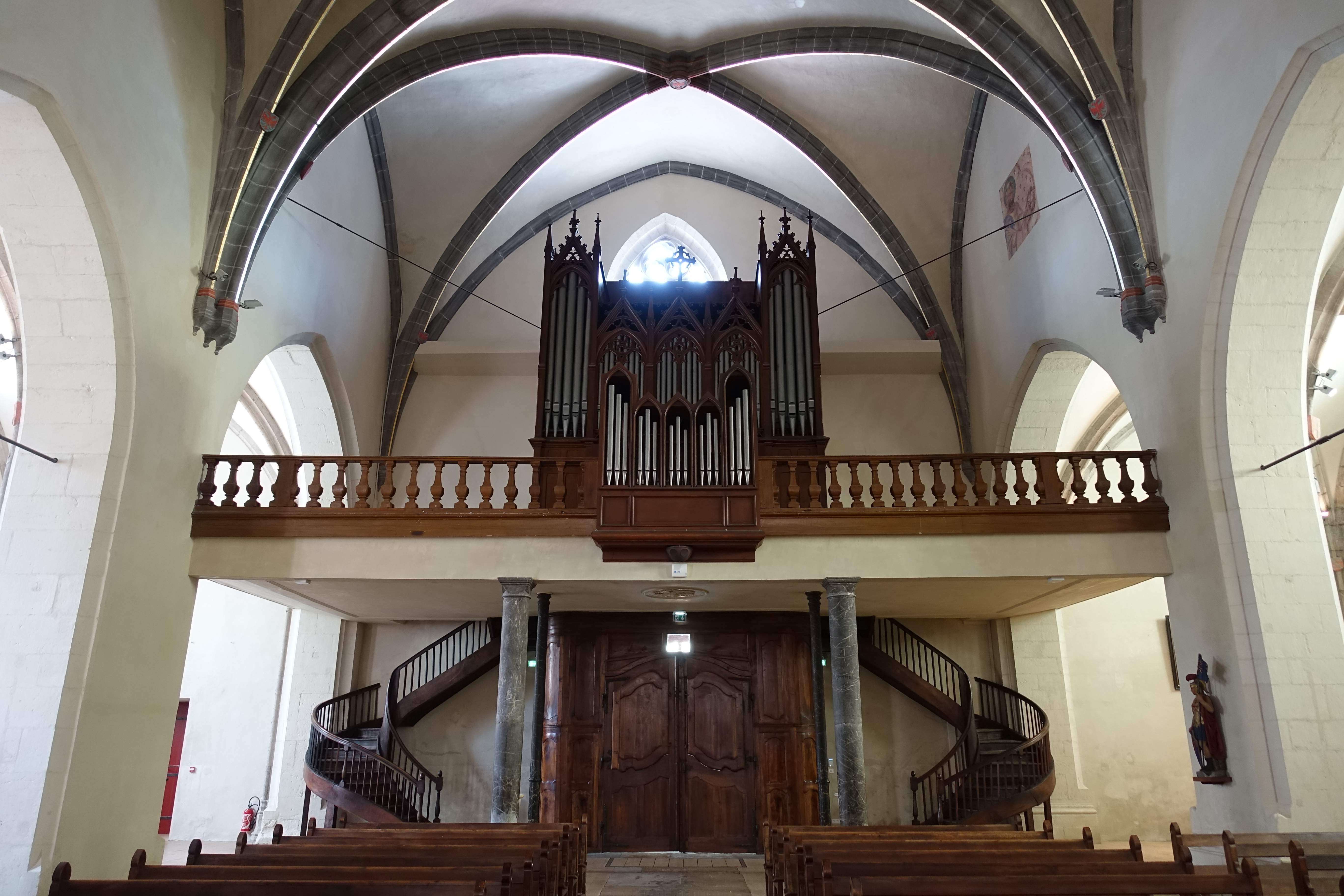
Orgue.
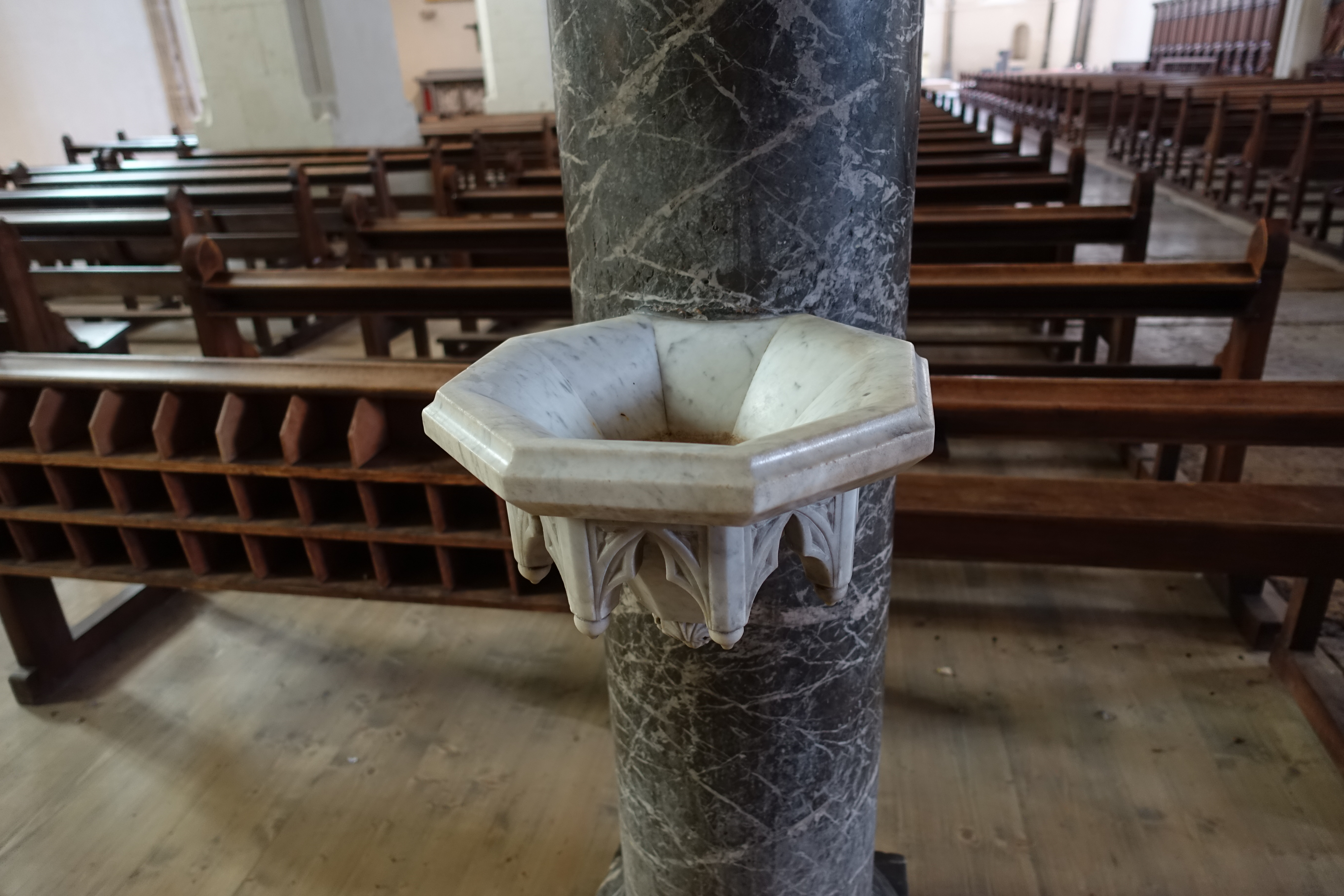
Bénitier.
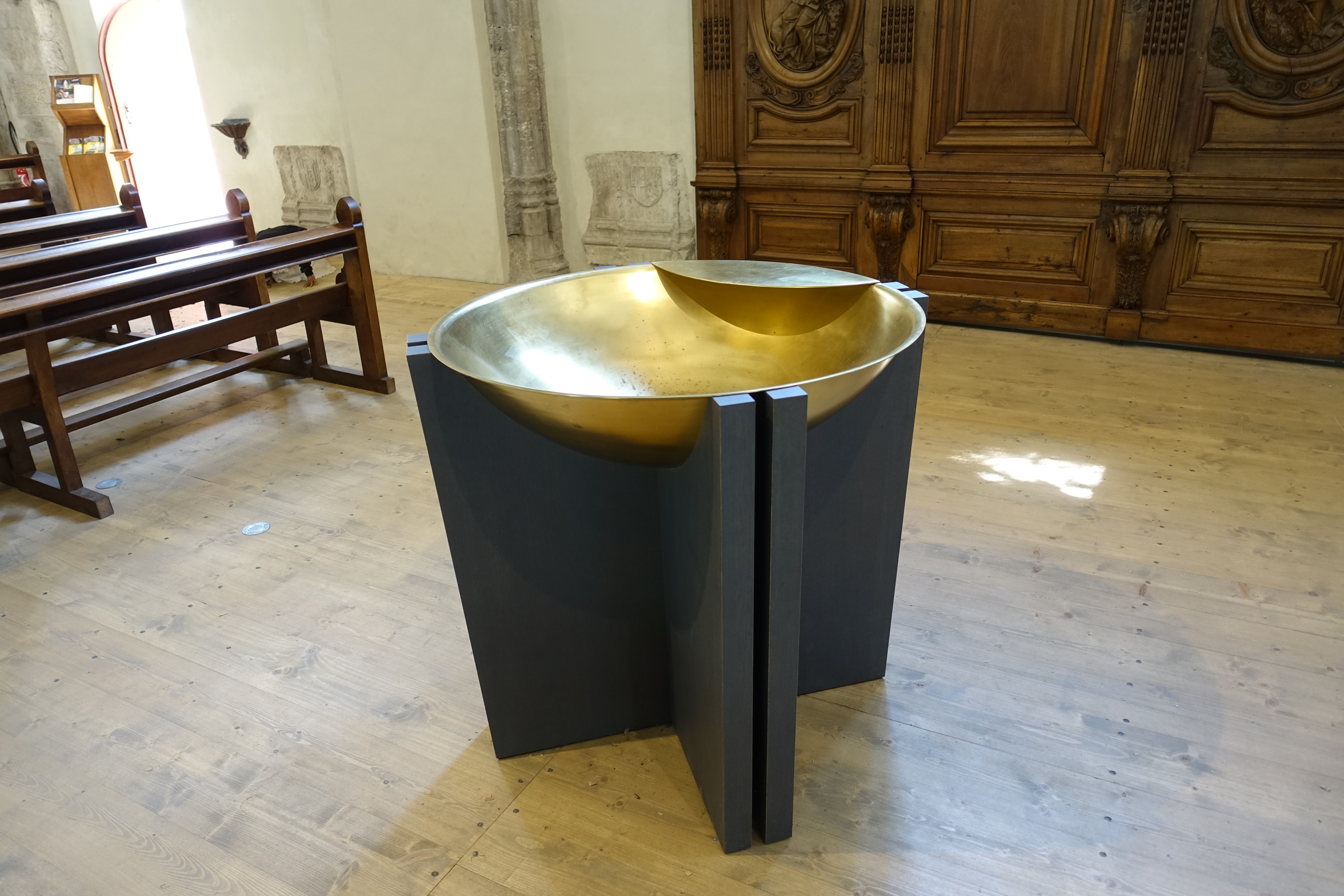
Fonts baptismaux.
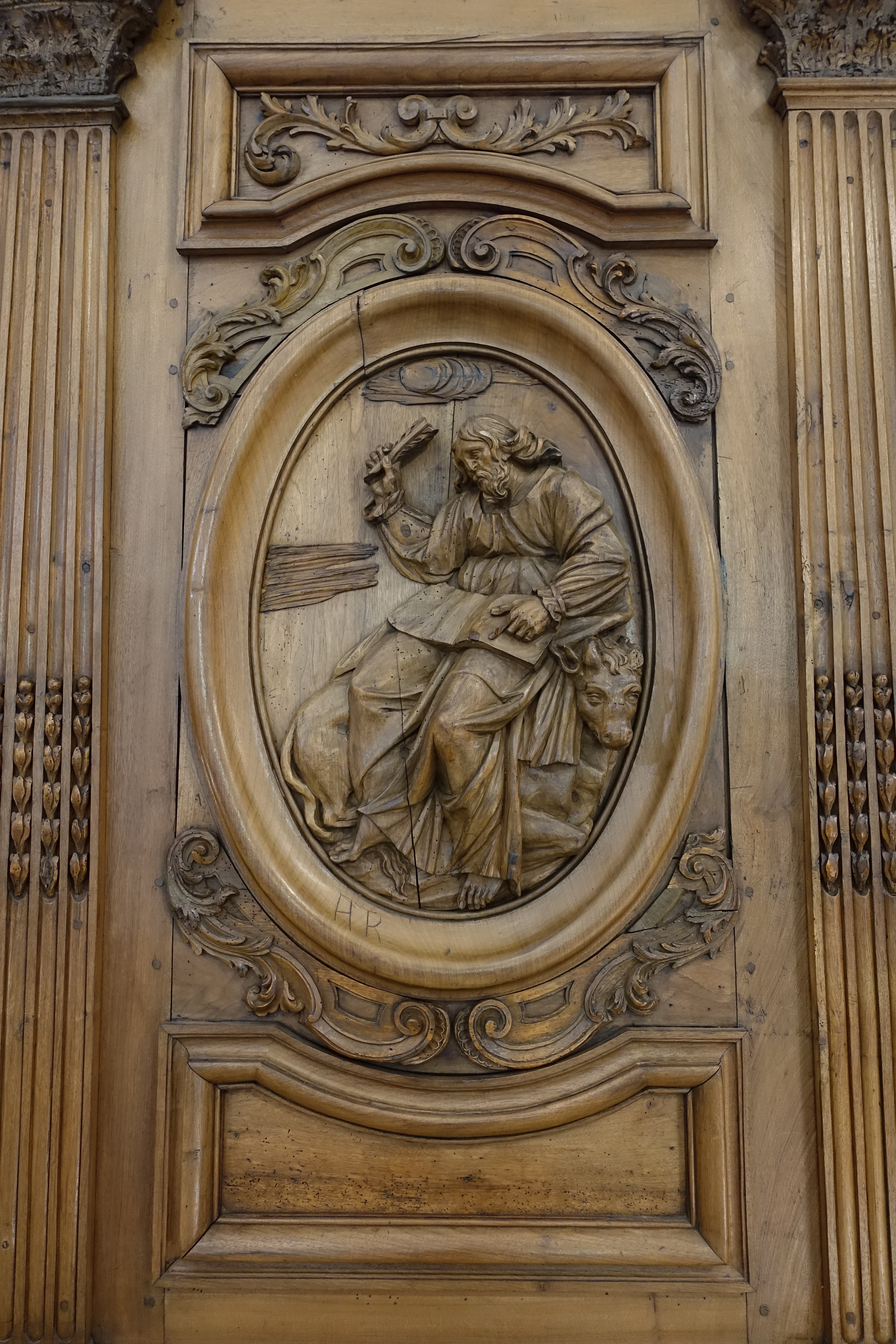
Relief en bois.
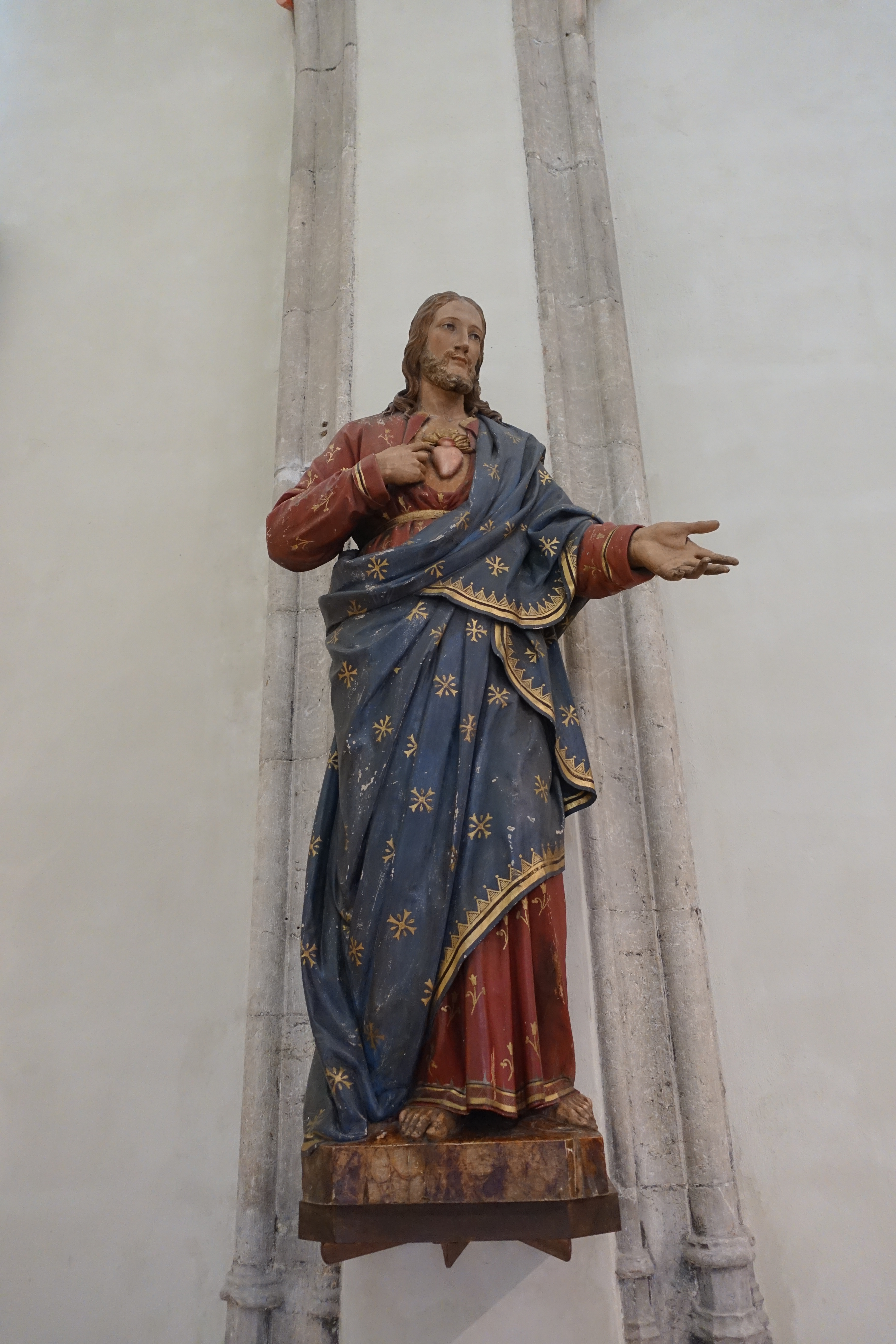
Statue de Jésus.
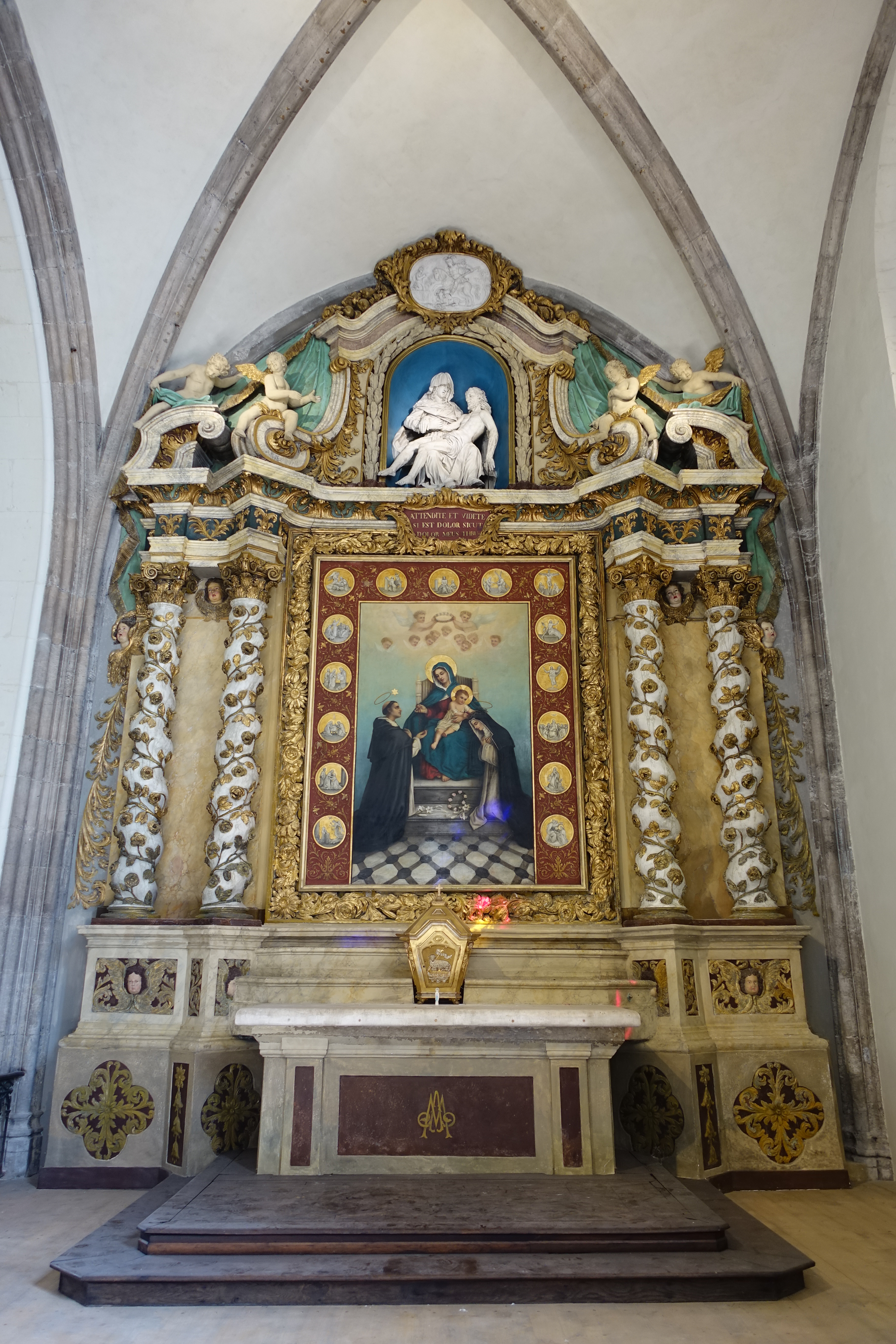
Chapelle.
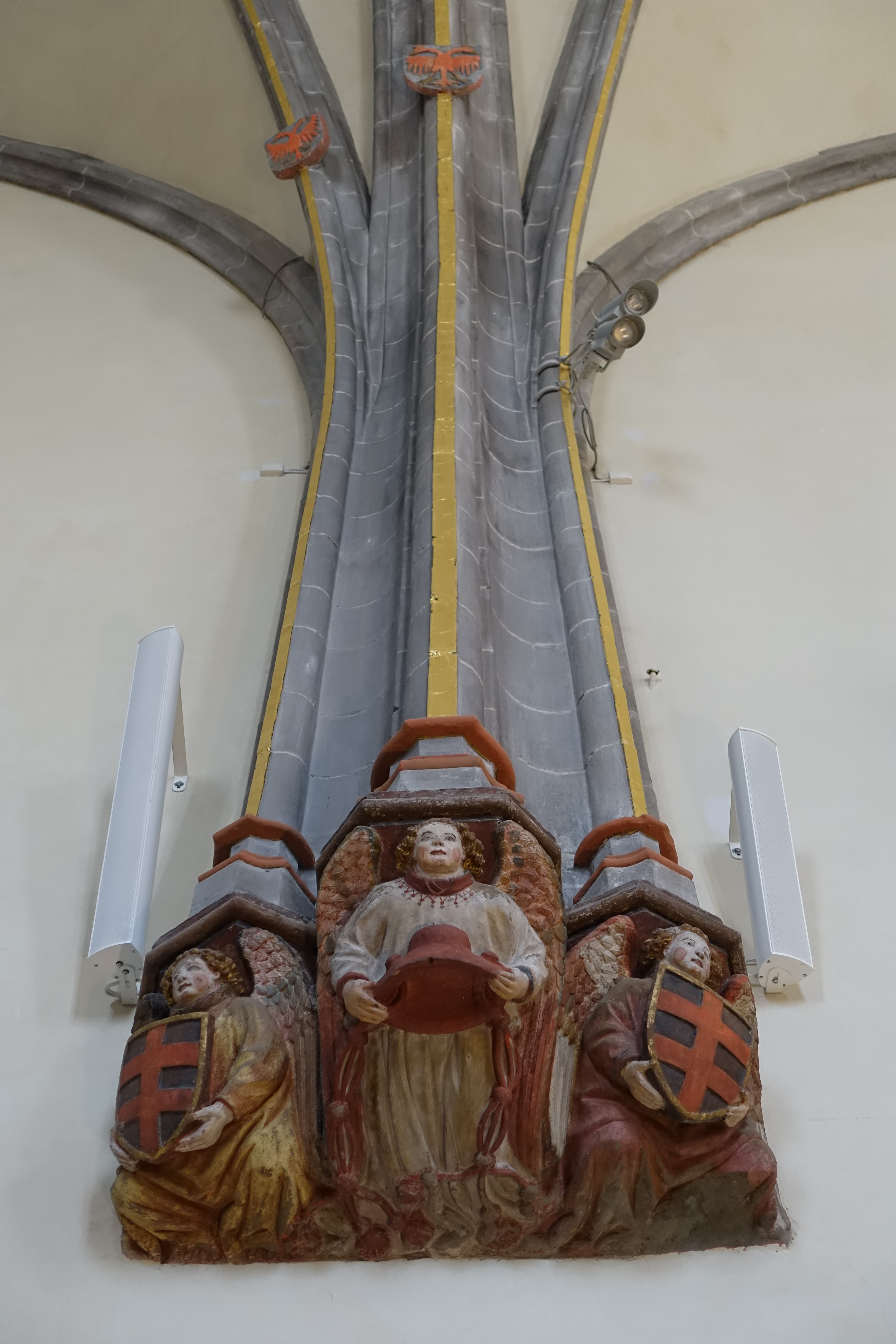
Décoration.
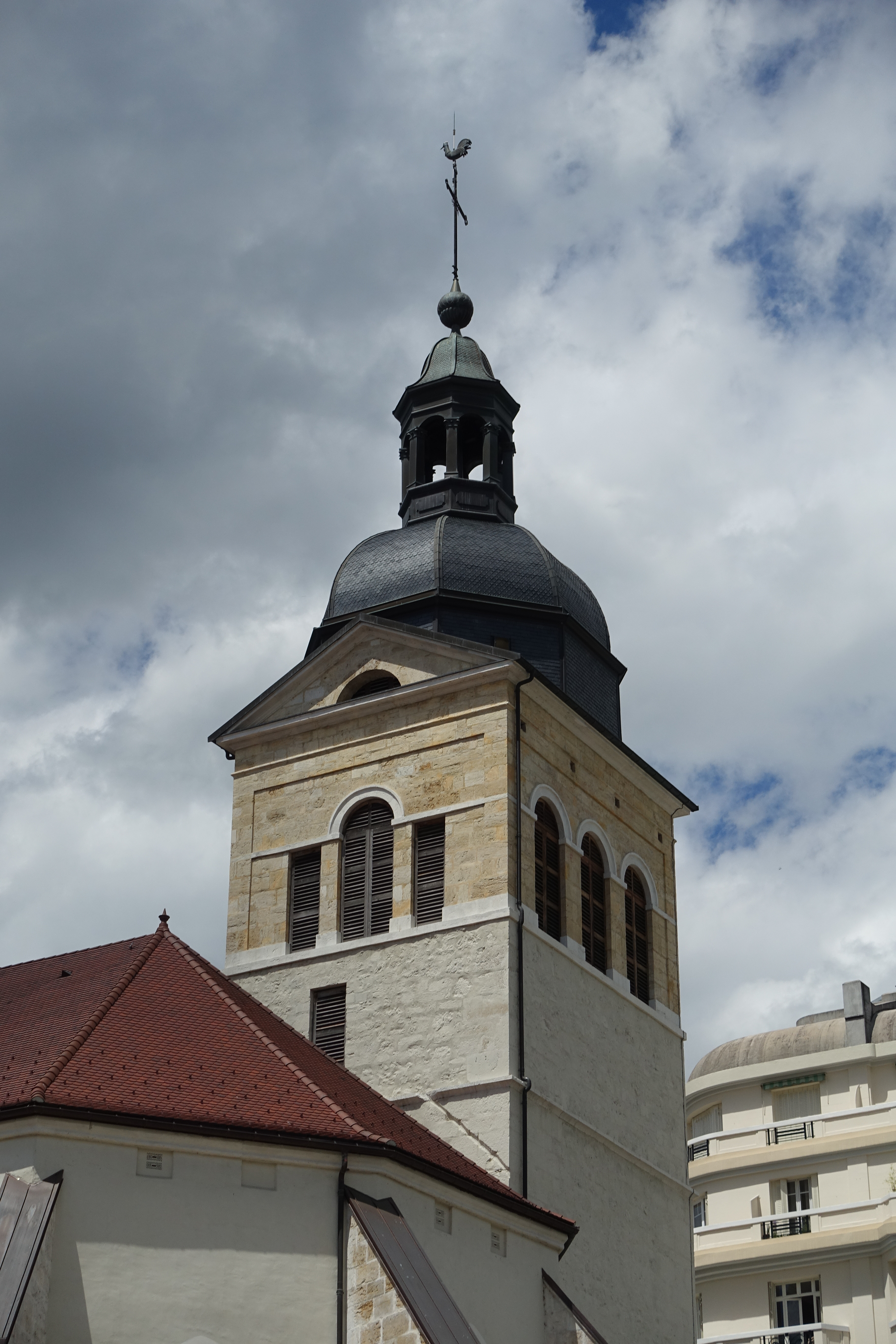
Clocher.
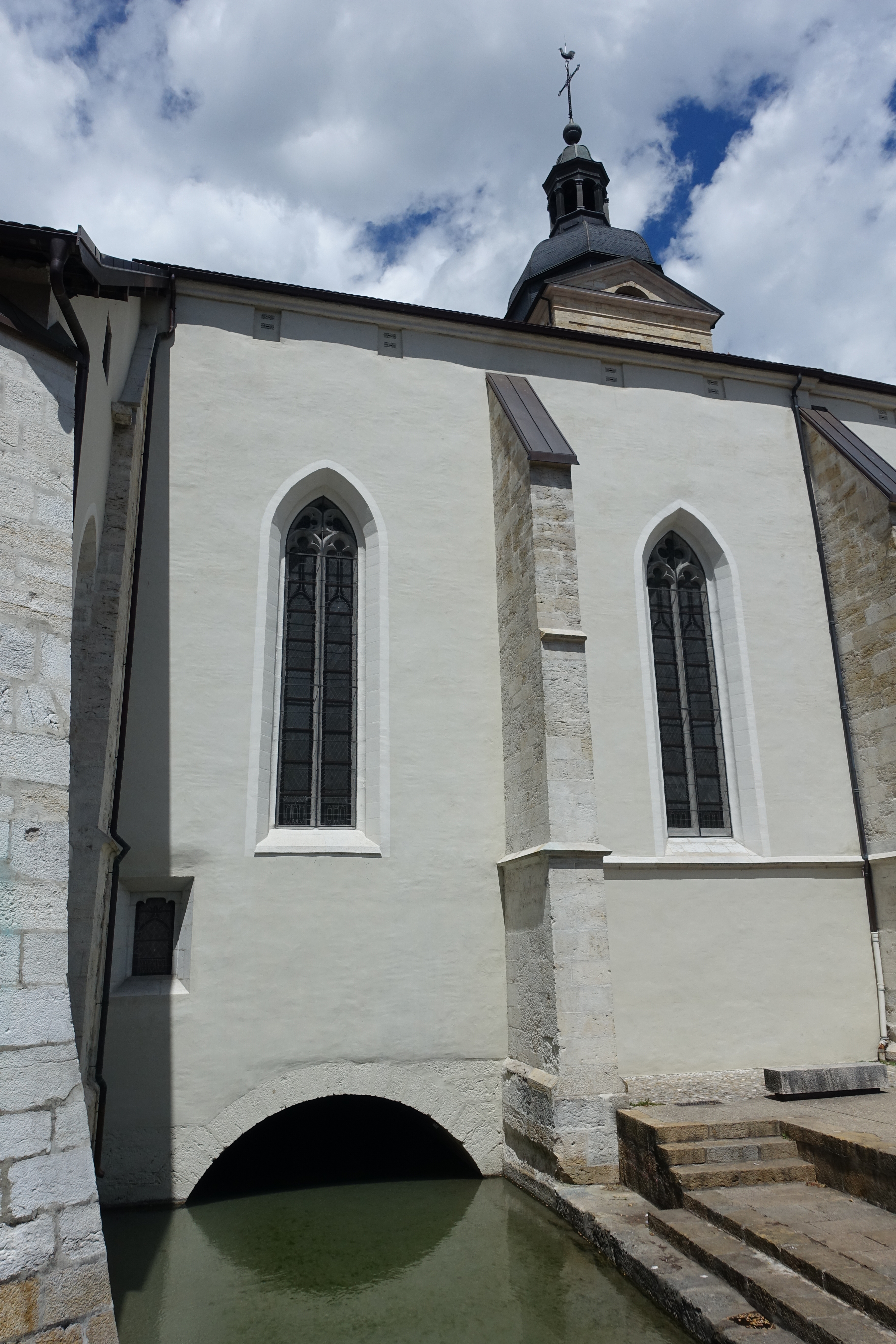
Canal Saint-Dominique sous l'église.
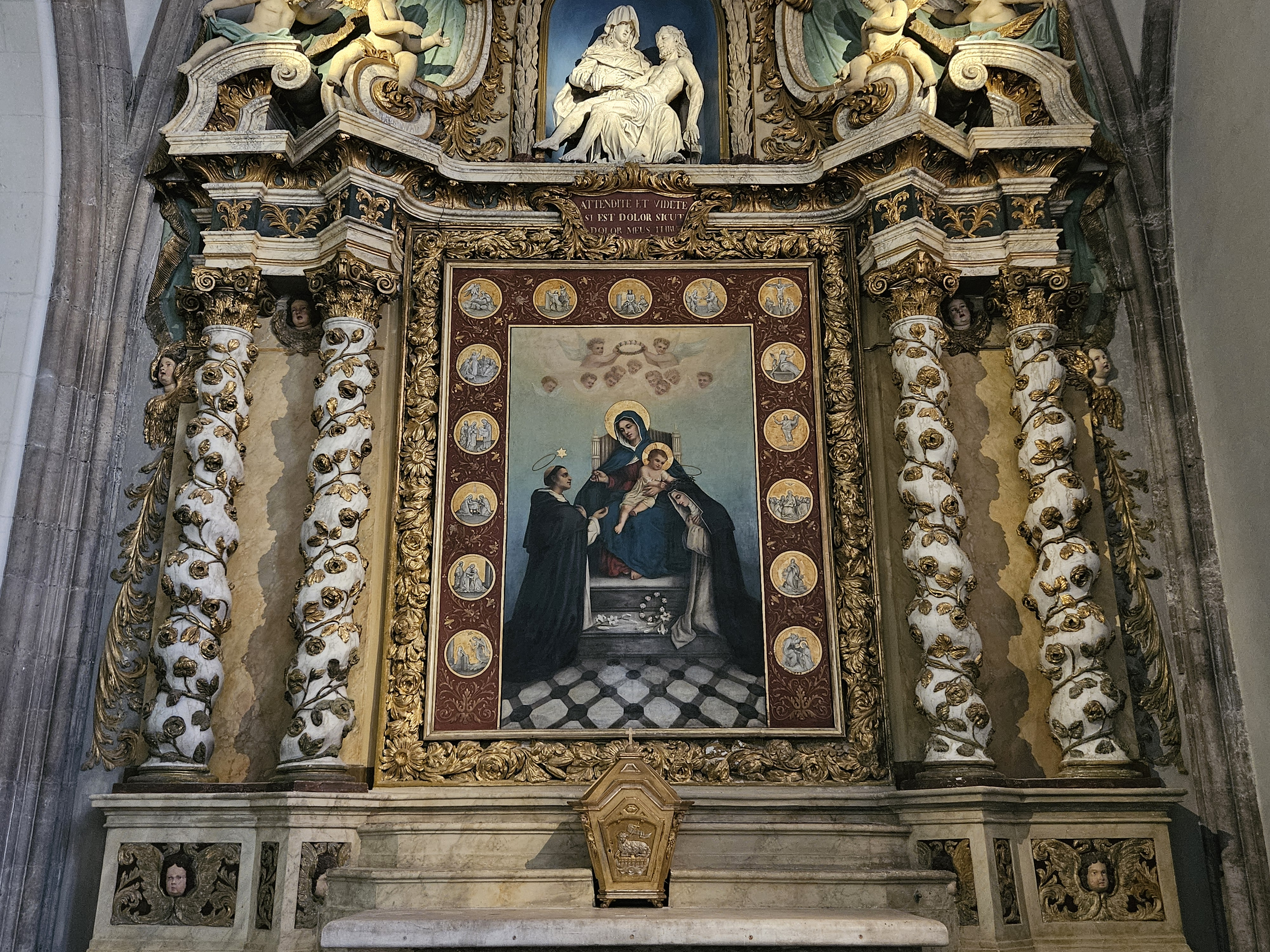
Chapelle du Rosaire

## Protection
L'édifice est inscrit au titre des monuments historiques en 1943 et partiellement classé en 1957.